# Drets del col·lectiu LGBT a Gàmbia

Aquest és un article sobre els drets LGBT a Gàmbia. Les persones lesbianes, gais, bisexuals i transsexuals a Gàmbia han d'afrontar reptes legals que no experimenten els residents no LGBT. Tant l'activitat homosexual masculina com femenina són il·legals a Gàmbia des de 1888 (quan era la Colònia i Protectorat de Gàmbia)

## Llei sobre l'activitat homosexual
El Codi penal de Gàmbia, modificat per la Llei de modificació de 2005 del Codi penal, estableix el següent:
Secció 144. Delictes contra natura.
| « | (1) Qualsevol persona que - (a) tingui coneixement carnal de qualsevol persona contra l'ordre de la natura; o […] (c) permeti que una persona masculina tingui coneixement carnal d'ell o ella contra l'ordre de la natura; és culpable d'un delicte greu, i serà sotmès a empresonament per un termini de 14 anys. (2) En aquest apartat - "coneixement carnal de qualsevol persona contra l'ordre de la natura" inclou - (a) coneixement carnal de la persona a través de l'anus o la boca de la persona; (b) inserir cap objecte o cosa a la vulva o l'anus de la persona amb la finalitat de simular el sexe; i (c) cometre qualsevol altre acte homosexual amb la persona. | » |

L'article 145 estableix que qualsevol persona que intenti cometre algun dels delictes especificats a la Secció 144 és culpable d'un delicte greu i és sancionat per un període de set anys.
L'article 147 estableix que una persona masculina que, en públic o privat, cometi un "acte d'indecència bruta" amb una altra persona masculina o procuri a una altra persona masculina cometre un acte d'aquest tipus amb ell o intenti procurar una altra persona masculina cometre un acte d'aquest tipus amb ell mateix o amb una altra persona, és culpable d'un delicte menor i pot ser empresonat per un període de cinc anys. L'estatut també estableix que una persona femenina que, en públic o privat, cometi un "acte d'indecència bruta" amb una altra dona o procuri a una altra persona que cometi un acte d'aquest tipus amb ella o intenti adquirir una altra persona femenina per cometre tal acte amb ella mateixa o amb una altra persona, és culpable d'un delicte menor i pot ser empresonat per un període de cinc anys. El terme "acte d'indecència bruta" inclou qualsevol acte homosexual.

## Reconeixement de les relacions homosexuals
Les parelles del mateix sexe no tenen reconeixement legal.

## Proteccions de discriminació
No hi ha protecció contra discriminació basada en orientació sexual.

## Adopció de nens
Gàmbia prohibeix que les persones LGTB adoptin fills.

## Condicions de vida
El president gambià Yahya Jammeh va dir al maig de 2008 que aviat s'introduirien lleis "més estrictes que les d'Iran" contra els homosexuals i es comprometia a "tallar el cap" de qualsevol homosexual capturat al país. El 15 de maig de 2008 Jammeh va donar als homosexuals 24 hores per deixar el país. També va manar "a tots aquells que portin a aquests individus a expulsar-los dels seus compostos i assenyala que una patrulla de masses es durà a terme sota les instruccions del [Inspector General de Policia] ... i el director del Departament d'Immigració de Gàmbia eliminarà les males herbes de la societat". Va dir: "Qualsevol hotel, allotjament [,] o motel que albergui aquest tipus d'individus es tancarà, perquè aquest acte és il·legal. Estem en un país dominat pels musulmans i no accepto ni acceptaré mai tals persones en aquest país".
El president Jammeh va dir en un discurs davant de nous caps de l'exèrcit el 7 de desembre de 2009: "No fomentarem el lesbianisme i l'homosexualitat a l'exèrcit. És un tabú a les nostres forces armades. Expulsaré qualsevol soldat sospitós de ser gai o lesbiana a Gàmbia. No necessitem gais a les nostres forces armades". Jammeh va aconsellar als caps de l'exèrcit que supervisessin les activitats dels seus homes i tractessin les soldats que es s'inclinessin a practicar el lesbianisme en l'exèrcit.
En un cable a la Secretaria d'Estat dels Estats Units Hillary Clinton de Barry L. Wells, ambaixador dels EUA a Gàmbia, va relatar la seva reunió amb Jammeh el 26 de febrer de 2010.
| « | [L'ambaixador] ... va suggerir al president Jammeh que la seva percepció per part d'observadors externs es podria atribuir en gran part a alguns dels seus comentaris més incendiaris com els relacionats amb ... "tallant els caps d'homosexuals [sic]". El president va respondre: "Sí, he fet aquests comentaris, però he tallat el cap d'algú? Alguna vegada he arrestat ningú per haver estat gai? No, però Senegal ha arrestat i empresonat a algú per ser gai i van rebre la [Millennium Challenge Corporation]... Hi ha gais aquí a Gàmbia, ho sé. Però viuen en secret i això està bé per mi, sempre que tractin el seu negoci en privat, no ens importa. Però si estàs parlant de casar-se en aquest país, això mai no succeirà. Mai acceptarem els gais." | » |

Dos ciutadans espanyols suposadament gais, Pere Joan, de 56 anys, i Juan Montserrat Rusa, de 54 anys, van ser detinguts per la policia de Gàmbia i tancats a la comissaria de Kotu el juny de 2008. "Segons ... fonts, els espanyols van contactar a dos taxistes i els van preguntar per arribar a on es podien reunir amb homosexuals, dient que estaven disposats a pagar qualsevol import que els conductors acceptessin. Les fonts també van dir que els conductors van demanar als espanyols que esperessin que anaven a buscar homosexuals, i quan van marxar, els homes van canviar d'opinió i van decidir contactar amb la policia de la Comissaria de Kotu, que va arrestar els espanyols." Els homes van ser alliberats posteriorment, segons sembla, després que intervingués el govern espanyol.
El 23 de desembre de 2008, Frank Boers, un home de 79 anys procedent dels Països Baixos, va ser arrestat a l'aeroport internacional de Banjul quan els funcionaris hoel van trobar en possessió de pornografia, incloent-hi fotos nues d'ell i d'alguns homes gambians. Un tribunal de Banjul va trobar Boers culpable d'indecència amb aquests homes i el va condemnar a pagar 100.000 dalasis gambians (£ 2.500) en lloc d'una pena de presó de dos anys. Després de la sentència, Boers va dir al fiscal que preferia la presó a la multa perquè no tenia mitjans per pagar la multa.
El 10 d'abril de 2012, un tribunal va lliurar 18 presumptes homosexuals (16 de Senegal, 1 de Gàmbia i 1 de Nigèria) que van ser arrestats el 9 d'abril en un bar de l'Àrea de Desenvolupament del Turisme. Van ser "acusats de pràctica indecent entre ells en un lloc públic". D'acord amb el testimoni policial a la cort del juliol del 2012, es van fer arrestos perquè els homes portaven roba de dona, portaven bosses i "caminaven com a dames". L'1 d'agost de 2012 el fiscal va sobresseir tots els càrrecs del cas.
L'Informe de Drets Humans del Departament d'Estat dels Estats Units de 2011 va trobar que "hi havia una forta discriminació social contra els individus LGBT, alguns dels quals eren rebutjats", tot i que "no hi havia incidents informats de violència física contra persones LGBT durant l'any". L'informe també va trobar que no hi havia organitzacions LGBT al país.

## Taula resum
| Activitat sexual legal amb el mateix sexe                     | (Pena: fins a cadena perpètua) |
| Mateixa edat de consentiment                                  | No                             |
| Lleis antidiscriminació a la feina                            | No                             |
| Lleis antidiscriminació en la prestació de béns i serveis     | No                             |
| Matrimoni del mateix sexe                                     | No                             |
| Lleis antidiscriminació en el discurs de l'odi i la violència | No                             |
| Reconeixement de les parelles del mateix sexe                 | No                             |
| Adopció de fillastres per parelles del mateix sexe            | No                             |
| Adopció conjunta per parelles del mateix sexe                 | No                             |
| Prestació de servei militar per gais i lesbianes              | No                             |
| Dret legal a canviar de gènere                                | No                             |
| Accés a la fecundació in vitro per lesbianes                  | No                             |
| Subrogació comercial per a parelles d'homes homosexuals       | No                             |
| Permís per donar sang als MSMs                                | No                             |